# Huangtan (köpinghuvudort i Kina, Zhejiang Sheng, lat 29,30, long 121,36)
Huangtan (kinesiska: 黄坛, 黄坛镇) är en köpinghuvudort i Kina. Den ligger i provinsen Zhejiang, i den östra delen av landet, omkring 160 kilometer sydost om provinshuvudstaden Hangzhou. Antalet invånare är 22 542. Befolkningen består av 10 922 kvinnor och 11 620 män. Barn under 15 år utgör 13,0 %, vuxna 15-64 år 74 %, och äldre över 65 år 12,0 %.
Runt Huangtan är det tätbefolkat, med 297 invånare per kvadratkilometer. Närmaste större samhälle är Ninghai, 6,5 km öster om Huangtan. I omgivningarna runt Huangtan växer huvudsakligen savannskog.
Genomsnittlig årsnederbörd är 2 140 millimeter. Den regnigaste månaden är augusti, med i genomsnitt 364 mm nederbörd, och den torraste är januari, med 70 mm nederbörd.